# Tougues
Tougues ist ein Ort und eine ehemalige Gemeinde (Freguesia) im Nordwesten Portugals.

## Geschichte
Funde belegen hier eine vorgeschichtliche Besiedlung seit 3.000 bis 5.000 v. Chr., insbesondere an den Mamoas von Mourão und Contra Mourão, die allerdings stark verwittert sind.
Die früheste Erwähnung des heutigen Orts stammt aus einer Urkunde des Klosters Moreira aus dem Jahr 1069.
Tougues war spätestens seit 1588 Sitz einer eigenständigen Gemeinde. Diese gehörte zum Kreis Maia, bis zum Jahr 1836. Seither ist Tougues dem Kreis Vila do Conde angegliedert.
Mit der Gemeindereform 2013 wurde die eigenständige Gemeinde Tougues aufgelöst und mit Retorta zur neuen Gemeinde Retorta e Tougues zusammengeschlossen.

## Verwaltung
Togugues war Sitz einer eigenständigen Gemeinde (Freguesia) im Kreis (Concelho) von Vila do Conde im Distrikt Porto. Sie hatte eine Fläche von 3,3 km² und 892 Einwohner (Stand 30. Juni 2011).
Im Zuge der Gebietsreform zum 29. September 2013 wurden die Gemeinden Retorta und Tougues zur neuen Gemeinde União das Freguesias de Retorta e Tougues zusammengeschlossen. Retorta wurde Sitz dieser neu gebildeten Gemeinde.